# Hímeros
Hímeros (řecky Ἵμερος, latinsky Himerus) je v řecké mytologii synem zakladatele lakedaimónského království, krále Lakedaimóna.
Jeho matkou byla Sparta, dcera říčního krále Euróta. Jeho sourozenci byli Amyklás, budoucí následník trůnu a sestry Eurydika (není totožná s Orfeovou manželkou), Asiné a Kléodiké.
Bohyně Afrodíté měla na Hímera velký vliv. Jedné noci v něm probudila divokou milostnou touhu, které podlehl a nevědomky se dopustil hříchu se svou vlastní sestrou Kleodiké. Když procitl a zjistil, co se stalo, vrhl se v zoufalství do řeky, která byla po něm potom pojmenována. Později jí lidé říkali Eurótás.
Hímeros v přeneseném významu znamená zosobněnou milostnou touhu, která provázela bohyni lásky Afrodítu a její družinu.